# Laneuvelotte
Laneuvelotte település Franciaországban, Meurthe-et-Moselle megyében. Lakosainak száma 431 fő (2022. január 1.). Laneuvelotte Amance, Cerville, Champenoux, Laître-sous-Amance, Pulnoy, Seichamps és Velaine-sous-Amance községekkel határos.

## Népesség
A település népességének változása:
| Lakosok száma | 200  | 206  | 264  | 398  | 418  | 438  | 437  | 433  | 432  | 431  |
|               | 1968 | 1982 | 1990 | 2006 | 2013 | 2015 | 2017 | 2019 | 2020 | 2022 |